# U-501
U-501 — большая океанская немецкая подводная лодка типа IX-C, времён Второй мировой войны. 
Заказ на постройку лодки был отдан судостроительной компании «Дойче Верке» в Гамбурге 25 сентября 1939 года. Лодка была заложена 12 февраля 1940 года под строительным номером 291, спущена на воду 25 января 1941 года, 30 апреля 1941 года под командованием корветтен-капитана Гуго Форстера вошла в состав 2-й флотилии и использовалась для обучения экипажа. 1 сентября 1941 года вошла в строй боевых кораблей 2-й флотилии. Лодка совершила 1 боевой поход, в котором потопила одно судно (2 000 брт). 10 сентября 1941 года потоплена в Датском проливе в районе с координатами 62.50N, 37.50W глубинными бомбами и тараном канадских корветов HCMS Chambly и HCMS Moosejaw. 11 членов экипажа погибли, 37 — были спасены.